# Sabrina (musikalbum)
Sabrina är den italienska sångerskan Sabrina Salernos debutalbum, utgivet den 24 september 1987 via skivbolaget Ariola.
Sabrina fick en storsäljare med singeln "Boys (Summertime Love)".

## Låtlista
| 1.           | "Boys (Summertime Love)"   | Matteo Bonsanto, Roberto Rossi, Claudio Cecchetto, Malcolm Carlton | 3:50  |
| 2.           | "Hot Girl"                 | Matteo Bonsanto, Roberto Rossi, Claudio Cecchetto                  | 3:38  |
| 3.           | "Get Ready (Holiday Rock)" | Matteo Bonsanto, Roberto Rossi, Claudio Cecchetto, Malcolm Carlton | 3:30  |
| 4.           | "Kiss"                     | Prince                                                             | 3:35  |
| 5.           | "Sexy Girl"                | Matteo Bonsanto, Roberto Rossi, Naimy Hackett                      | 3:20  |
| Total längd: | Total längd:               | Total längd:                                                       | 17:53 |

| 1.           | "Kiss Me"              | Matteo Bonsanto, Roberto Rossi, Tracy Spencer, Walter Biondi | 4:05  |
| 2.           | "Lady Marmalade"       | Bob Crewe, Kenny Nolan                                       | 4:05  |
| 3.           | "My Sharona"           | Berton Averre                                                | 4:43  |
| 4.           | "Da Ya Think I'm Sexy" | Rod Stewart, Carmine Appice                                  | 4:33  |
| Total längd: | Total längd:           | Total längd:                                                 | 17:26 |